# Henryk Elzenberg (filozof)

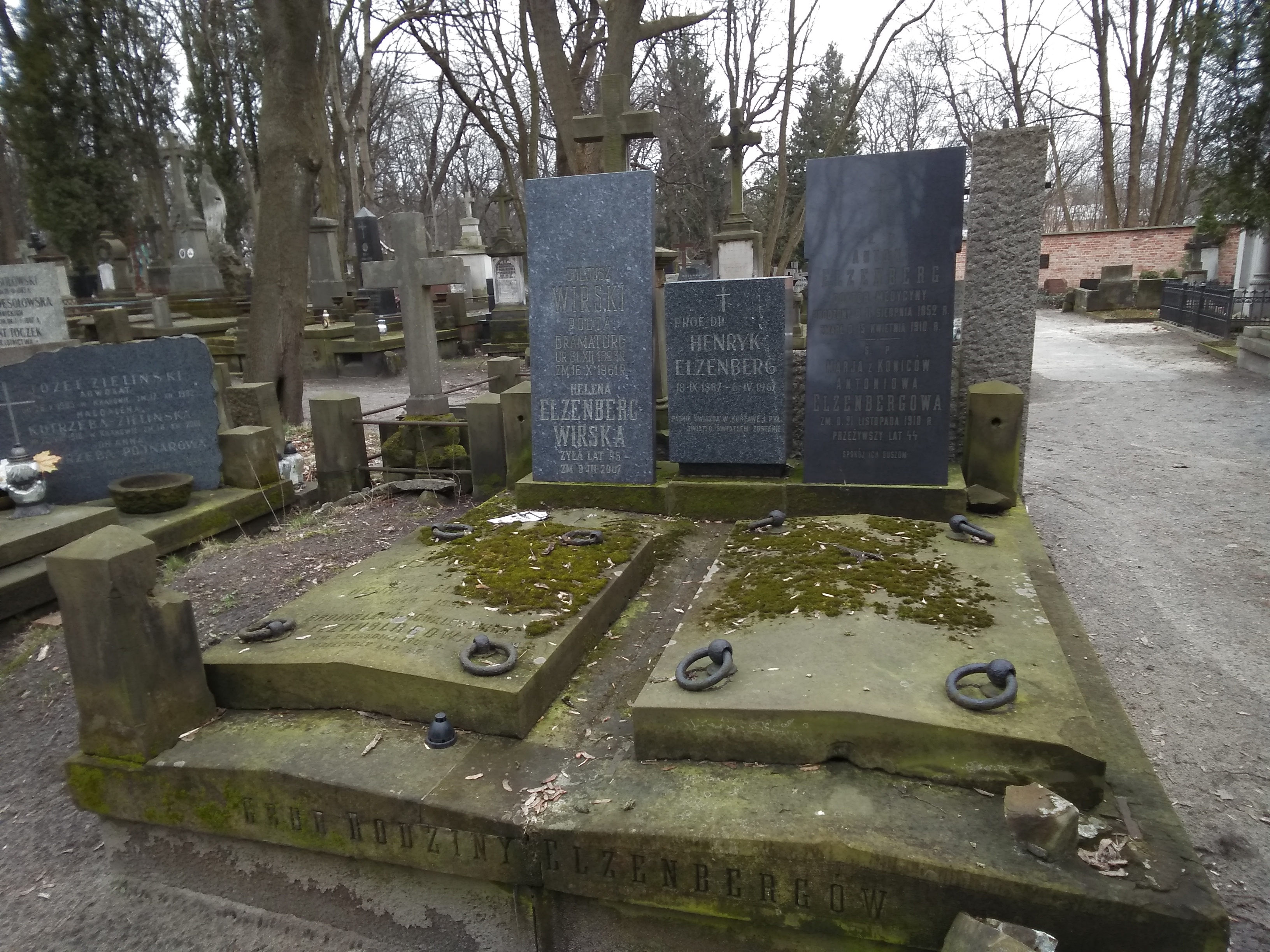
Grób Henryka i Antoniego Elzenbergów na cmentarzu Powązkowskim

Henryk Józef Maria Elzenberg (ur. 18 września 1887 w Warszawie, zm. 6 kwietnia 1967 tamże) – polski filozof, aforysta. Zajmował się głównie etyką, estetyką, aksjologią i historią filozofii.

## Życiorys
Jego ojciec (Henryk Elzenberg, syn Jakuba) był prawnikiem, czynnym członkiem warszawskiej grupy pozytywistycznej, a także redaktorem pism „Niwa” i „Gazeta Handlowa”. Matka, Maria, z domu Olędzka, była założycielką pierwszej w Warszawie czytelni prowadzonej przez kobietę. Zmarła wkrótce po narodzinach Henryka, 11 października 1888 roku. Jego przyrodnim bratem był poeta i dramatopisarz – Juliusz Wirski.
W wieku lat dziewięciu (w 1896 roku) Henryk został wysłany przez ojca do szkół do Szwajcarii, gdzie przebywał głównie w Zurychu, Genewie i Trogenie. Ojciec chciał, by kształcił się na inżyniera, prędko jednak przeważyły humanistyczne i literackie zainteresowania przyszłego filozofa. Pobyt poza krajem przyniósł ponadto bardzo wymierne korzyści językowe – Elzenberg opanował siedem obcych języków, w stopniu perfekcyjnym: łacinę, grekę, niemiecki i francuski, w stopniu bardzo dobrym angielski, włoski i sanskryt.
W roku 1904 zmarł ojciec Henryka. Elzenberg w roku 1905 uzyskał w Genewie maturę i podjął studia z zakresu literatury francuskiej i starożytnej na Uniwersytecie Paryskim. Studiował pod kierunkiem tak wybitnych uczonych jak Bergson, Brochard, Levy-Bruhl, czy Rauh. W roku 1909 uzyskał w Paryżu licencjat z języków i literatur klasycznych, a także doktorat na podstawie pracy Le sentiment religieux chez Leconte de Lisle.
W latach 1909–1910 spędził piętnaście miesięcy w Krakowie, następne dwa lata wykładał literaturę francuską w Neuchâtel, w roku 1912 wrócił ostatecznie do Polski. W latach 1914–1915 jako ochotnik-szeregowiec Pierwszej Brygady Legionów brał udział w I wojnie światowej.
Od września 1917 roku do kwietnia 1918 był nauczycielem w społecznym gimnazjum w Zakopanem. W maju i czerwcu 1918 przebywał na stypendium w Wiedniu, potem dwa tygodnie pracował w prywatnym gimnazjum w Piotrkowie. W listopadzie tego roku został mianowany polskim chargé d’affaires w Holandii, nie zdążył jednak objąć stanowiska z powodu upadku rządu Moraczewskiego.
W roku szkolnym 1919/1920 pracował jako nauczyciel w prywatnych gimnazjach w Krakowie, w okresie od 20 lipca do 17 października 1920 roku brał (ponownie jako ochotnik) udział w wojnie polsko-bolszewickiej, w stopniu kanoniera ze specjalnością artylerzysty-zwiadowcy.
W roku 1921 uzyskał na Uniwersytecie Jagiellońskim habilitację z estetyki, etyki i historii filozofii (na podstawie pracy Marek Aureliusz. Z historii i psychologii etyki), po czym przeniósł się do Warszawy. W latach 1922–1936 pracował jako nauczyciel języka francuskiego, łaciny oraz propedeutyki filozofii w Gimnazjum Państwowym im. Marii Konopnickiej, wykładając jednocześnie filozofię na Uniwersytecie Warszawskim. Wykładał również w Państwowym Instytucie Nauczycielskim (1931–1935) oraz w Państwowym Instytucie Sztuki Teatralnej (1934–1936).
27 lutego 1927 roku ożenił się z Wandą Marią Radoską (1889–1940), jednak ich usposobienia nie harmonizowały ze sobą i po kilku latach rozstali się po przyjacielsku.
W roku 1936 przeniósł się do Wilna, gdzie aż do momentu zamknięcia Uniwersytetu Stefana Batorego (15 grudnia 1939 roku) wykładał etykę, estetykę, teorię wartości i historię filozofii. Był też inicjatorem i współzałożycielem wileńskiego Klubu Demokratycznego.
Okres okupacji hitlerowskiej spędził w Wilnie, nauczając w ramach tajnych kompletów i biorąc udział w tajnych posiedzeniach Wileńskiego Towarzystwa Filozoficznego. Utrzymywał się z prac dorywczych, był np. stróżem nocnym w zakładzie stolarskim.
10 stycznia 1945 wystawiono Elzenbergowi kartę ewakuacyjną, 20 marca uzyskał od władz radzieckich zezwolenie na wywóz biblioteki naukowej. Opuścił Wilno wraz z ową biblioteką dnia 25 marca 1945 roku. Pół roku spędził w Lublinie, wykładając literaturę francuską na KUL, po czym jesienią tegoż roku przeniósł się na stałe do Torunia.
W październiku 1945 uzyskał tymczasową, a w kwietniu 1946 stałą nominację na profesora zwyczajnego w II Katedrze Filozofii Uniwersytetu Mikołaja Kopernika. Prowadził wykłady i seminaria z aksjologii i historii filozofii aż do roku 1950, w którym został przez komunistyczne władze odsunięty od zajęć dydaktycznych za „niepoprawny idealizm”.
Na Uniwersytet wrócił w październiku roku 1957 jako kierownik Katedry Filozofii. W roku 1960, w wieku 73 lat, przeszedł na emeryturę. Dalej aktywnie pracował naukowo, aż do zachorowania na nowotwór szpiku kostnego w roku 1965. Zmarł 6 kwietnia 1967 roku, pochowany został na cmentarzu Powązkowskim w Warszawie (kwatera K-2-30/31).

## Twórczość
Elzenberg pisał wiele, lecz znaczna część jego pism pozostała, z różnych powodów, w rękopisach. Długo pracował nad całościowym wykładem swego systemu aksjologicznego, którego ostatecznie nie ukończył (w czym zresztą nie widział porażki, pisał pod koniec życia, że zrozumiał, że system zamkniętych twierdzeń nie jest właściwą formą dla jego filozofii; uważał filozofię raczej za pewną postawę psychiczną i życiową), przez całe życie zabierając na łamach czasopism i podczas konferencji filozoficznych głos w sprawach filozoficznych, a także krytyczno-literackich.
Pod koniec wydał Elzenberg trzy książki. Pierwszą z nich był Kłopot z istnieniem, unikatowy w polskim piśmiennictwie dziennik filozoficzny, prowadzony przez prawie 56 lat (w latach 1907–1964). Dwie pozostałe, Próby kontaktu i Wartość i człowiek były autorskim wyborem esejów i szkiców, które uważał Elzenberg za najistotniejszą część swej spuścizny. Proces wydawania różnorakich ineditów trwa od śmierci autora do dziś.
Ponadto Elzenberg, który uważał się bardziej za artystę niż uczonego przez całe życie pisywał utwory poetyckie, które jednak nigdy nie zostały oficjalnie wydane.
Poniżej znajdują się zwięzłe streszczenia jego niektórych rozpraw.

### Pojęcie wartości perfekcyjnej
Pojęcie „wartości” ma dwa znaczenia:
1. Odpowiedniość dla czyichś potrzeb i planów, lub też ogólniej: dla warunków jego życia i istnienia. Przykłady: władza dla człowieka ambitnego, pożywienie dla istoty żywej, wreszcie, przy najszerszej interpretacji: suchość powietrza dla kryształów, które rozpadłyby się od wilgoci. Wartość ta jest zawsze względna, ex definitione jest bowiem wartością „dla kogoś” lub „dla czegoś”. Jak ją nazwać? Utylitarną lub elektywną.
2. Wartość perfekcyjna, „dignitas”, „excellence”, „szlachetność”, „szacowność”. Elzenberg nie podaje tutaj definicji, stwierdza tylko, że jest to coś zupełnie innego niż wartość w pierwszym sensie. Kluczowy jest tu brak względności, wartość perfekcyjna to ta wartość, którą mamy na myśli mówiąc o wyższości ducha nad materią, bądź człowieka nad psem. W terminologii Seneki podziałowi na wartość utylitarną i perfekcyjną odpowiada podział na pretium i dignitas.
Twierdzenie: Wartości perfekcyjne są czymś ważniejszym niż wartości utylitarne. Ważniejszym na przynajmniej dwa sposoby.
Po pierwsze, wartości perfekcyjne nie są względne i to nie są względne w sensie dwojakim: a) w ich definicji nie ma sformułowania, że są one wartościami „dla kogoś” lub „dla czegoś” b) nie ma możliwości (choć Eleznberg argumentów nie podaje, zaznacza jedynie, że istnieją), aby coś dla jednych było wartością perfekcyjną, a dla innych nie.
Po drugie (i ważniejsze) między wartością perfekcyjną a ludzką powinnością (ludzkim obowiązkiem) zachodzi stosunek, który nie zachodzi (i nie ma możliwości, żeby zachodził) między ową powinnością a wartością utylitarną. Wartość utylitarna nie uzasadni bowiem nigdy żadnej powinności, wartości utylitarne opierają się bowiem na potrzebach i pragnieniach, te zaś bywają sprzeczne, co wiodłoby do sprzeczności w powinnościach. Natomiast sądy o wartości perfekcyjnej służą jako uzasadnienie dla powinności.
Wartość perfekcyjna ma to do siebie, że czy da się, czy nie da się urzeczywistnić, w zasadzie powinna być urzeczywistniana. Jeżeli ktoś ma, w danym czasie i miejscu, możliwość jej zrealizowania – wtedy ma on obowiązek to zrobić. Główna przewaga wartości perfekcyjnej nad utylitarną polega na tym, że w razie konfliktu de iure przewagę ma wartość perfekcyjna. Postępowanie ludzkie podlega w całości normom wynikającym stąd, że wartości perfekcyjne istnieją i obowiązują.

### O różnicy między pięknem a dobrem
Elzenberg rozpoczyna od stwierdzenia, że niewątpliwie, istnieje długa tradycja utożsamiania dobra i piękna, co najmniej od czasów, gdy pod piórem pisarzy greckich pojawiło się słowo „kalos”. Jasne jest jednak również, że owo utożsamienie nie może zachodzić we wszystkich sensach, bo przecież „dobry scyzoryk” nie równa się „pięknemu scyzorykowi”. Jak zatem wygląda problem?
Elzenberg odróżnia wartości ostateczne i pochodne (A jest wartościowe „pochodnie” jeśli np. jest przyczyną B, a B jest wartościowe; A jest wartościowe „ostatecznie” jeśli uzasadnienie jego wartości nie powołuje się na żadne inne przedmioty, innymi słowy, A jest wartościowe „samo w sobie”). Zagadnienie tożsamości dobra i piękna jest nietrywialne wyłącznie wtedy, jeżeli weźmiemy dobro w znaczeniu „ostatecznym” (teza o tożsamości piękna i dobra w znaczeniu „pochodnym” jest jawnie niedorzeczna), więcej, ewidentne jest, że w takim wypadku dość trudną rzeczą będzie podanie różnicy dzielącej dobro od piękna. Zwłaszcza jeżeli będziemy pamiętać, że piękno nie musi być zmysłowe. Jeśli weźmiemy przykład dowodu matematycznego to będzie jasne, że odróżnienie dobra od piękna będzie znacznie trudniejsze niż na to wskazywać mogą przykłady pięknego szmaragdu i dobrego obywatela. Teraz problematyczne staje się raczej znalezienie różnicy.
Jak jej szukać? Elzenberg stwierdza, że teza o tożsamości dobra i piękna może przybierać dwie główne postacie, może być „tezą formalną” i „tezą merytoryczną”. Teza merytoryczna mówi, że co prawda treść pojęć „dobra” i „piękna” nie jest taka sama, ale cechy nadające cechę dobra są tożsame z cechami nadającymi cechę piękna (piękno i dobro to nie to samo, ale to, co świadczy tym, że dana rzecz jest dobra, świadczy też, że jest piękna i odwrotnie). Taką teorię można by uzasadnić tylko poprzez sformułowanie teorii dobra i teorii piękna, by potem, po skonfrontowaniu wyników, stwierdzić, że cechy „dobrotwórcze” i „pięknotwórcze” się pokrywają. Teza formalna stwierdza, że treść terminów „dobry” i „piękny” się pokrywa (co ważne: nie jest tutaj potrzebne definiowanie obu pojęć), a „umiarkowana teza o subiektywności różnicy”, że pokrywa się jedynie to, co w treści obu terminów jest obiektywne (na marginesie: teza formalna pociąga za sobą tezę merytoryczną, bo jeśli terminy znaczą to samo, to cechy „wartościotwórcze” muszą się w obu wypadkach pokrywać). Elzenberg powiada, że zajmie wyłącznie ostatnią z owych tez, czyli tezą głoszącą, że obiektywna część treści pojęcia „piękna” jest identyczna z obiektywną częścią treści pojęcia „dobra” (czyli, że wszelka różnica między dobrem a pięknem jest rzeczą subiektywną).
Co to znaczy „być wartościowym”? Być wartościowym to znaczy być takim, jakim powinno się być (pojęcie powinności jest tutaj aksjomatem), czyli posiadać pewne cechy, które się mieć powinno (ale cechy różne od cechy „wartościowy”). Teraz można wrócić do podziału na wartość ostateczną i pochodną: wartość ostateczna to taka, że powinność posiadania cechy x zachodzi wyłącznie ze względu na cechę x, a wartość pochodna to taka, że powinność posiadania danej cechy pochodzi ze względu na to, że dzięki jej posiadaniu przez dany przedmiot albo on sam, albo jakiś inny przedmiot będzie mógł nabyć jakąś cechę, którą powinien posiadać ze względu na nią samą. W dalszym ciągu rozprawy słowo „wartość” brane jest wyłącznie w znaczeniu „wartość ostateczna”.
Wróćmy więc do tezy o tożsamości dobra i piękna. Można ją rozumieć dwojako jeszcze z innego względu. Można twierdzić, że istnieje pewne nadrzędne pojęcie wartości, a piękno i dobro są tożsame same ze sobą, ale nietożsame z wartością, ale można też twierdzić, że piękno = dobro = wartość. Elzenberg zajmuje się tą ostatnią koncepcją i w dalszej części rozprawy będzie się starał wykazać, że zawodzą przeróżne formuły, za pomocą których można próbować wyodrębnić dobro i piękno przez wskazanie pewnych cech obiektywnych, różniących je od wartości, i że przez swą treść obiektywną dobro to wartość po prostu i piękno to po prostu też wartość (na końcu zostanie dodatkowo podana propozycja, że odróżnienie dobra i piękna jest wyłącznie subiektywne).
W jaki zatem sposób można by próbować obiektywnie odróżniać dobro od piękna?
1. Stwierdzając, że „dobry” to wartościowy w pewien sposób, a „piękny” to wartościowy w jakiś inny (czyli, że między pojęciami wartości, dobra i piękna zachodzą analogiczne relacje, jak między kolorem, zielenią, a czerwienią)
2. Stwierdzając, że jedno z tych dwóch pojęć (lub oba) znaczą tyle, co „wartościowy i jeszcze jakiś” (czyli, że między pojęciami „wartościowy”, „piękny” i „dobry” zachodzą analogiczne relacje jak między „biały”, „biały i zimny”, „biały i niepokalany”). Tego Elzenberg nie odpiera, przyznając się do istnienia luki w pisemnej redakcji tej rozprawy.
3. Stwierdzając, że „piękny” używa się w znaczeniu „wartościowy”, gdy mówi się o jakiejś jednej kategorii przedmiotów, a „dobry” w tymże znaczeniu, gdy mówi się o jakiejś innej. Analogia: ten sam przedmiot nazywamy liściem bobkowym w kuchni, a wawrzynem na czole cezara.
Odparcie pierwszej metody rozróżnienia
Co właściwie znaczy, że „dobry” i „piękny” to „wartościowy”, ale na różne sposoby? Po pierwsze, może to znaczyć, że przedmiot dobry posiada cechę wartościową jednego rodzaju, a piękny – innego. Elzenberg, ze względu na jego objętość, nie przytacza argumentu, ale stwierdza, że taka możliwość odpada, bowiem istnieje tylko jedna cecha wartościotwórcza. Po drugie, może to znaczyć, że przedmiot piękny czyni zadość powinności jednego rodzaju, a przedmiot dobry – innego. Tu jednak analogicznie, wszystko wskazuje na to, że powinność w znaczeniu aksjologicznym jest tylko jedna i nie ma rodzajów (na marginesie: ani nawet stopni).
Odparcie trzeciej metody rozróżnienia
Znowu, są dwie możliwości. Po pierwsze, można twierdzić, że piękno jest wartością rzeczy zmysłowych, a dobro niezmysłowych. Upada to jednak trywialnie, bo przecież jest oczywiste, że mogą być piękne przedmioty niezmysłowe. Po drugie, można twierdzić, że piękno jest własnością wyglądu, a dobro – rzeczy samej. Ale co to znaczy „wygląd”? Jeśli wygląd to dostępność zmysłowa, to sprawa redukuje się do opcji poprzedniej. Jeśli wygląd rozumiemy szerzej, jako dostępność do obserwacji bezpośredniej, ale niekoniecznie zmysłowej, to sprawa również upada, bo w takim wypadku cudzych dyspozycji psychicznych, ani charakterów nie można by nazwać pięknymi.
Propozycja możliwości „rozróżniania subiektywnego”
Słów „piękny” i „dobry” używamy w różnych wypadkach, wszystkich się nie da wyliczyć, ale można wskazać kilka głównych klas:
a) Rzecz nazywamy piękną, kiedy ją uważamy za wartościową i kiedy ją kontemplujemy lub kontemplacyjnie przeżywamy (za istotową cechę kontemplacji uważa Elzenberg przedłużone oglądanie, któremu towarzyszy utrzymywanie w polu świadomości już uprzednio poznanych elementów przedmiotu, bez dalszego wnikania weń poznawczo)
b) Rzecz nazywamy piękną, kiedy ją uważamy za wartościową i kiedy jej aktualnie nie kontemplujemy, ale kontemplowaliśmy kiedyś i aktualnie tę kontemplację odtwarzamy we wspomnieniu
c) Może być też tak, że ani teraz nie kontempluję, ani nigdy nie kontemplowałem, ale kontemplację przyszłą (lub tylko możliwą) antycypuję w wyobraźni
d) Jeszcze jedna możliwość: estetyk mówi „piękny” i oznacza to, że przedmiot jest wartościowy, występuje też ogólnikowa świadomość, że przedmiot może być kontemplowany
Teraz pojęcie „dobry”. Tak jak z „pięknym” wiązaliśmy kontemplację, tak z „dobrym” wiążemy wolę. Tak więc „dobry” oznacza wartościowy i rozpatrywany jako przedmiot chcenia. Co jednak dokładnie znaczy owo „chcenie”?
Aksjomatem aksjologii jest twierdzenie, że jeśli jakiś przedmiot powinien być taki a taki, to każda rozumna i obdarzona wolą istota powinna chcieć by był on taki a taki. Jeżeli więc „wartościowy” oznacza „taki jaki powinien być”, to nieodłącznie podąża za tym „taki jaki istota rozumna i obdarzona wolą powinna chcieć żeby był”. Tego dodatku dodawać nie musimy, bo on jest aksjomatycznie w pojęciu wartości zawarty, jeśli jednak go podkreślamy, to wtedy właśnie używamy pojęcia „dobry” zamiast „wartościowy”. Innymi słowy, słowo „dobry” to koniunkcja „wartościowego” i skupienia uwagi na owym aspekcie „taki jaki każda rozumna istota powinna chcieć żeby był” (uwaga: inaczej niż przy pięknie, tu nie może raczej być mowy o woli przeszłej lub przyszłej; a już z całą pewnością nie może „dobry” znaczyć „wartościowy i taki, jakim można chcieć żeby był”).
Podsumowując. Słowa „wartościowy” używa się przede wszystkim wtedy, gdy coś się po prostu (pozytywnie) ocenia. Słowo „piękny” ma miejsce w estetyce, gdzie owa wartościowość łączy się z kontemplacyjnym przeżywaniem, a słowo „dobry” w etyce, gdzie rozpatruje się cechy wartościotwórcze ze względu na racje, jakich znajomość tych cech może dostarczyć dla naszego zachowania się tak lub inaczej.

### Estetyka jako dyscyplina wartościująca
Budowanie systemów wartościujących uważam za jedną z naczelnych, nieodzownych funkcji kultury – Elzenberg polemizuje z artykułem S. Osowskiego, w którym atakuje on estetykę rozumianą jako owo „budowanie systemów wartościujących”. Z wywodu Osowskiego zdaje się wynikać wniosek, że ten kto wartościuje, wartościuje po to, by narzucić swą opinię innym.
Zdaniem Elzenberga oczywiste jest, że świat nie dzieli się na tych, którzy oceny wartościujące tworzą i tych, którzy je bezmyślnie akceptują. Poza tym, ci którzy oceny jedynie przejmują od innych, również de facto wartościują, choć nie są w tym wartościowaniu oryginalni. Elzenberg przychyla się do poglądu, że wartościowanie to poznanie. Od strony Osowskiego byłyby do tego dwa zarzuty: 1. Jest to poznanie jedynie jako akt psychiczny, brak mu bowiem wyników 2. Że jest to swego rodzaju „objawienie”, a nie poznanie.
Odpowiedź Elzenberga: jak owo „objawienie” rozumiemy? Możliwe są trzy rozumienia, ale przy żadnym zarzut nie pozostaje w mocy, albo po prostu okazuje się odmianą zarzutu pierwszego. Nim więc wyłącznie trzeba się zająć.
Wyników sądu wartościującego nie można „sprawdzić” tak jak się sprawdza obliczenia astronomiczne, czy matematyczne. Nie znaczy to jednak, że nie można ich sprawdzić w ogóle.
Można mówić o sprawdzaniu sądu wartościującego (Elzenberg ma na myśli zwłaszcza sąd estetyczny) w tym sensie, że może on być bardziej uzasadniony niż swoje zaprzeczenie. Ponadto wiele przekonań (nawet w nauce) uzasadnia się odwołując się do powszechnej zgody licznych, niezależnych, pracujących w tych samych warunkach obserwatorów. Z sądami wartościującymi może być podobnie. Owszem, takiej powszechnej zgody jeszcze nigdy nie było, ale nie oznacza to przecież, że być nie może. Wbrew niedorzecznemu przysłowiu i sceptycyzmowi niechętnych wydaje się, że uczciwa dyskusja, prowadząc stopniowo od sądów nie przemyślanych od przemyślanych, prowadzi też od niezgodnych do mniej niezgodnych. A więc wydawanie sądów o wartości jest wysiłkiem jak najbardziej zbiorowym, nie jest to żadne privatissimum poznającego.

### Marek Aureliusz. Z historii i psychologii etyki
Elzenberg zajmuje wobec Rozmyślań Marka Aureliusza stanowisko „psychologistyczne”, tzn. uważa, że na ich podstawie możliwe jest odtworzenie przeżyć psychicznych i stanów duchowych autora (wbrew np. P. Hadotowi). Etykę Marka rozważa na trzech płaszczyznach: „uzdatniania” do działań, które stają przed jednostką, sztuki walki z cierpieniem oraz wartościowania „swobodnego”, niezależnego od czynników zewnętrznych.
1. Uzdatnianie do zadań
Marek Aureliusz – powiada Elzenberg – nie był człowiekiem palącym się do czynu, miał natomiast zamiłowanie do refleksji i filozofii. Owo usposobienie stało w konflikcie z wielką rolą, do jakiej został powołany, rolą cesarza rzymskiego, starał się zatem sam siebie przekonać do posłuszeństwa wobec swego państwowego obowiązku. Uzasadniał to dwiema prawdami dotyczącymi działania:

a) żadne działanie nie może być bez celu
 
b) celem owym może być wyłącznie interes publiczny.
 
Dlaczego? Bowiem człowiek jest stworzony by działać dla innych – byty niższe istnieją dla wyższych, a byty wyższe dla siebie wzajemnie. Ową celowość nazywa Marek „naturą” ludzką. Następnie zespala to rozumienie tego słowa z innym rozumieniem – natury jako ogółu cech i dążeń jednostki, otrzymując w ten sposób argument (dość kruchy wprawdzie, bo oparty na dwuznaczności), że działalność społeczna nie tylko jest celem życia ludzkiego, ale że przynosi też ona człowiekowi głęboką satysfakcję.
Owa zasada działania społecznego napotyka jednak trzy przeszkody:

- nieobcy Markowi stoicki „egoizm etyczny” – dbając wyłącznie o własną cnotę stoik uważa, że dusze i błędy innych są rzeczami, którymi zajmować się nie powinien
- stoicka pogarda dla dóbr zewnętrznych – a przecież „działanie dla innych” polega (między innymi) na zapewnianiu innym tychże dóbr
- stoicki pogląd, że wartość czynu nie leży w jego następstwach, ale w nim samym

2. Walka z cierpieniem
Elzenberg twierdzi, że z powodów osobistych jest to dla Marka najistotniejsza część etyki. Jakież to powody? Jego melancholijne i „zorganizowane dla bólu” usposobienie, niemożność pełnego poświęcenia się temu, czemu by się chciał poświęcić (filozofia), konieczność pełnienia obowiązków na które nie ma ochoty, cierpienia fizyczne wynikające ze słabego stanu zdrowia. Jakie są sposoby walki z tym cierpieniem?
a) etyka optymizmu

Uzasadnienie metafizyczne – stoicy mają pogląd panteistyczny, natura jest tożsama z Bogiem, który jako rozumny dąży do dobra. Skoro zaś całość dąży do dobra, to dąży do dobra również każda cząstka – co jest dobre dla całości jest również dobre dla części, choćby się nawet początkowo wydawało niekorzystne czy złe. Niezadowolenie z losu który przypadł nam w udziale jest więc odstępstwem, wykroczeniem przeciwko naturze.
Jest to wywód czysto teoretyczny, jednak rzecz się na tym jeszcze nie kończy. Nie chodzi bowiem tylko o to, by tak tę sprawę rozumieć, przyjąć ją do wiadomości czysto intelektualnie. Chodzi również o to, by zająć odpowiednie do tego poglądu stanowisko praktyczne, to zaś można osiągnąć tylko w jeden sposób: trzeba nie tylko rozumieć, że jest się częścią Kosmosu, ale również to czuć. Do tego zaś można się nakłonić tylko przez bezustanne rozpamiętywanie, wczuwanie się i przemyśliwanie owej wszechświatowej jedności. I w tym punkcie refleksje etyczne Marka Aureliusza zmieniają się w religijną w swym tonie poezję zachwytu nad całością i pięknem wszechrzeczy.
Nazywa się to „etyką optymizmu”, gdyż przy tym sposobie myślenia zło jest ze świata rugowane, okazuje się być złem tylko pozornie.
b) etyka rezygnacji

Owo odwołanie się do stoickiego panteizmu to jednak nie wszystko. Wiara Marka w ów boski porządek wszechrzeczy nie jest niewzruszona, często (w istocie częściej niż chwile wiary) zdarzają się w Rozmyślaniach chwile weń zwątpienia i pojawia się alternatywa, albo porządek świata stoicki (boski rozum i ład wszechświatowy), albo epikurejski (bezład atomów i przypadkowość). Marek pragnie jednak, by jego etyka zachowywała moc nawet wtedy, kiedy zwątpi się w jej podstawy metafizyczne. Jak to osiągnąć?
Cierpienie występuje wtedy, gdy „chcę czegoś i się to nie dzieje lub nie chcę czegoś a się dzieje”. Można więc powiedzieć, że walka z cierpieniem rozgrywa się tu na dwóch frontach: nieosiągalnego dobra, lub nieuniknionego zła.
Zło nieuniknione
Po pierwsze, zauważyć trzeba, że dopóki nie jesteśmy bezsilni, nie musimy zła znosić, ale możemy je usuwać. Jeżeli natomiast jesteśmy bezsilni i zła się faktycznie nie da uniknąć, wówczas chęć uniknięcia go jest pragnieniem niemożliwego, jest więc absurdem i sprzecznością. „Chcenie” jest dla stoików konsekwencją rozumowego wyboru, zaś rozum nie może przecież pragnąć sprzeczności.
Drugi argument wychodzi z bezcelowości: istota rozumna nie powinna nic czynić bez celu, a przecież skarga i sprzeciw wobec nieuniknionego są bezcelowe i bezsensowne. Trzeci argument, w pewnym sensie najnaturalniejszy, a więc odwołanie się do męstwa i godności w znoszeniu cierpienia, porusza Marek (w przeciwieństwie choćby do Seneki) w stopniu bardzo niewielkim.
Problem jednak z owymi drogami walki z nieuniknionym złem jest taki, że wydają się one kierować przeciwko smutkowi, skardze etc., a więc zewnętrznym oznakom cierpienia, a nie cierpieniu samemu. Marek Aureliusz wydaje się co prawda utożsamiać jedno z drugim, wątpliwości jednak pozostają.
Dobro nieosiągalne
Główna argumentacja jest poświęcona walce z cierpieniem generowanym przez nieosiągalne dobro (da się ona wszakże rozciągnąć na nieuniknione zło, bowiem każde zło można interpretować jako pozbawienie jakiegoś dobra). Stoicka recepta jest wiadoma: wyrzeczenie, wyrzeknij się pożądania skierowanego ku temu, co nieosiągalne, a unikniesz cierpienia powstałego przez niezaspokojenie. Marek przekonuje się do konieczności wyrzeczenia poprzez myślenie o lichości i bezwartościowości wszystkich rzeczy. Tę bezwartościowość uzasadnia z kolei trojako:
- krótkotrwałość wszystkiego, życie ludzkie jest chwilą i równie krótkie jest trwanie wszystkiego
- jednostajność i powtarzalność wszystkiego, zawsze i wszędzie jest tak samo
- „bezwartościowość substancjalna” (według niego najważniejsza) powstająca znowuż na dwa sposoby:

i) „z analizy” – rozbiór każdej rzeczy na czynniki składowe pokazuje, że wartość jej jest pozorna, np. taniec tylko wydaje się piękny, a tak naprawdę jest tylko sekwencją ruchów, który każdy z osobna jest pozbawiony wartości, a więc taniec jako całość również jest bezwartościowy etc.
ii) „z definicji” – obdarcie rzeczy z kuszącej nazwy pokazuje pozorność jej wartości: smakowite mięsiwo jest tylko trupem świni, ciało prochem i kałem, seks wydzielaniem śluzu połączonym z drgawkami etc.
W ten oto sposób, stwierdza Elzenberg na zakończenie rozdziału, dochodzi do głosu smutek etyki Marka Aureliusza. Chcąc usunąć ze świata cierpienie, usunął z niego żądze, ale razem z nimi wszelką wartość. Życie w nim stało się bezsensowne, nie ma już bowiem żadnych wartości, o które warto by było zabiegać (tego smutku nie rekompensuje nawet duma z osiągnięcia autarkii, mocno się zaznaczająca u Seneki i Epikteta, ale kompletnie nieobecna u Marka).
3. Wartościowanie niezależne
Jest ono koroną każdej etyki, choć – zaznacza Elzenberg – dla Marka osobiście ważniejsza była walka z cierpieniem. Jakie zatem wartości dostrzegał?
Przede wszystkim jednolitość życia – musi ono upływać stale wedle jednej zasady. To jednak nie wystarcza, trzeba podać jeszcze treść tej zasady. Marek widzi dwie możliwości: wyrzeczenie i rozum. Z biografii wiadomo, że miał do ascezy wrodzoną skłonność, czy nawet „iskrę bożą”. Czym natomiast dla niego był rozum?
Rozum jest przede wszystkim czynnikiem prowadzącym do ładu, pozwalającym na dostrojenie się do harmonii i architektury wszechrzeczy. Źródła tego zamiłowania mogą być dwojakie: po pierwsze, estetyczne – dostrzeżenie piękna kosmicznej harmonii, po drugie, polityczne – ład staje się państwem, możliwa staje się analogia między porządkiem wszechświata a porządkiem państwowym. Elzenberg zaznacza, że Marek Aureliusz jest jednym z ostatnich, którzy dokonują owego zespolenia uczuć patriotycznych względem kosmosu i państwa. Przed nim ideę kosmopolityzmu rozumiano silnie politycznie, po nim górę biorą wątki o tożsamości zdecydowanie bardziej mistycznej. Marek – „ostatni w tym i w innych wypadkach przedstawiciel świata dawnego”.
Jakie wnioski praktyczne płyną z tego zamiłowania do rozumu prowadzącego do ładu? Dwa. Po pierwsze, wprowadzać ład we własne życie (co jest znowu formułą nieco pustą, nie wiadomo bowiem konkretnie o jaki ład ma chodzić), po drugie, kontemplować ład kosmosu. Owa kontemplacja jest zasadniczą treścią, do której prowadzi zawarta w „Rozmyślaniach” etyka: ascetyczne odwrócenie się od życia i oddanie się kontemplacji kosmosu.
4. Podsumowanie
Pogarda dla nagrody – to się wydaje być w całej etyce Marka najjaśniejsze. Dzięki niej doktryna stoicka przestaje być zwykłym, o inaczej tylko ustawionym bilansie strat i korzyści, odpowiednikiem epikureizmu, a staje się czymś zasadniczo od niej różnym i wyższym, w tej zaś wyższości stoicyzmu ma i Marek swój pełny udział
Trzy ściśle psychologiczne rysy tej etyki:

a) lekceważenie indywidualności. U Greków człowiek był zobowiązany postępować zgodnie z własną, indywidualną naturą. U stoików nie ma tego – natura „człowieka w ogóle” przeważa, brak zatem miejsca na indywidualizm (poniekąd dlatego trwa Marek Aureliusz na stanowisku cesarskim, mimo ewidentnego braku do tego skłonności)

b) „bierność” – wynikająca z charakteru Marka skłonność do rezygnacji z działania w zamian za pewność uniknięcia rozczarowującej porażki

c) „brak zmysłu życia” – pewna charakterystyczna niezdolność do cieszenia się światem, o szczęściu mówi Marek jak ślepy o kolorach.
Następna uwaga: istnieją ewidentne ułomności wspomnianej „substancjalnej” argumentacji na rzecz bezwartościowości rzeczy. W wersji „z analizy” wywód można po prostu odwrócić: zamiast mówić „wino jest bez wartości, wszak to tylko sok z jagód” można powiedzieć „ależ wspaniałe są te jagody – sok z nich jest winem”. Argument staje się wówczas obosieczny i wyłącznie od subiektywnego upodobania zależy, którą wersję wybierzemy. W wersji „z definicji” jest wyraźna luka logiczna: brak wartości w oddzielnych cząstkach farby nie znaczy, że utworzony z ich nagromadzenia obraz również będzie wartości pozbawiony.
Ponadto Marek Aureliusz, podobnie jak cały stoicyzm, jest silnie „antyartystyczny” – mamy kontemplację kosmosu, ale o sztuce w „Rozmyślaniach” nie ma ani słowa, a jeśli już się jakieś trafi, to silnie nieprzychylne.
Na koniec: co te wszystkie osobiste rysy mają ze sobą wspólnego? Najlepiej oddaje to jedno słowo – zmęczenie. Ideałem szczęścia jest spokój i dążenie do tego spokoju się wielokrotnie u Marka wybija na wierzch. W sumie, u człowieka tak z natury refleksyjnego a obdarzonego tak wymagającym stanowiskiem, nic dziwnego. Jednak Marek nie marzy o spokoju tylko jako o możliwości kontemplacji i refleksji. Marzy również o spokoju dla samego spokoju. Elzenberg kończy słowami: Trzeba, jak mówi Empedokles, stać się kulą bez kantów, zewsząd równą, jednakową i gładką („Rozmyślania” XII, 3) i gładko się dzięki temu toczącą; trzeba z morza burzliwych instynktów wpłynąć w spokojną zatokę. „Usuń, gdy zechcesz, mniemanie, a jak po opłynięciu przylądka znajdziesz ciszę, morze spokojne, i zatokę niewzburzoną falami” („Rozmyślania” XII, 22). Obraz pełen wielkiej poezji; ale jest to poezja – zmęczenia.

### Ahimsa i pacyfizm. Rzecz o gandyzmie
Są cztery zasadnicze różnice między ahimsą Gandhiego, a pacyfizmem w rozumieniu zachodnim:
1. Pacyfizm odrzuca wojnę, a ahimsa stosowanie gwałtu w ogóle. I nie tylko gwałtu, ale też groźby i odwoływania się do strachu jako argumentu
2. Dla pacyfisty wojna jest złem absolutnym, ale nie dla Gandhiego. Dla Gandhiego są rzeczy gorsze od wojny, takie jak tchórzostwo, bierne znoszenie hańby, czy niesprawiedliwości. Są więc możliwe sytuacje, kiedy wojnę powinno się wybrać, jednak takowe zachodzą tylko dla tych, którzy nie dojrzeli jeszcze do satyagrahy, czyli metody walki bez gwałtu i przemocy.
3. Stosunek do cierpienia. Na Zachodzie ludzie się stają pacyfistami dlatego najczęściej, że chcieliby uniknąć cierpień jakie niesie wojna. U Gandhiego dokładnie przeciwnie: satyagraha jest swego rodzaju wojną w której się swoją słuszność wypisuje przeciwnikowi na sercu własnym cierpieniem[11].
4. W sposobie myślenia pacyfisty zachodniego uniknięcie cierpienia jest rzeczą najważniejszą, jako że jest ono najgorszą rzeczą jaka może człowieka spotkać. Nie ma więc dla pacyfisty takiej rzeczy, która by mogła cierpienie przeważyć (taki punkt widzenia – zdaniem Elzenberga – odbiera życiu sens), u Gandhiego są nią natomiast prawda i słuszność moralna.

Ową słuszność moralną poznaje się wysiłkiem myśli, popartym odpowiednią ascezą. I ostatecznie różnica brzmi: nie godzi się wszczynać wojen, bo to kładzie chmury przed słońce prawdy; oto bodaj ostateczna tak różna od europejskiej motywacja pacyfizmu Gandhiego. Nie godzi się i nie ma potrzeby, bo kto poznał prawdę i słuszność, posiadł siłę, której nikt się nie oprze, jeśli on sam jest dość mężny by jej chcieć użyć. Gandhi wierzy, że w ostatecznym rozrachunku, przy odpowiednim męstwie owa walka bez przemocy zawsze okaże się skuteczna.

## Prace Elzenberga
Przede wszystkim:
- Kłopot z istnieniem. Aforyzmy w porządku czasu, Wydawnictwo Znak, Kraków 1963, II wyd. 1994 oprac. M. Woroniecki, III wyd. (poprawione i uzupełnione), oprac. i wstęp: W. Tyburski i R. Wiśniewski, Toruń, Wydawnictwo Naukowe UMK, 2002.
- Wartość i człowiek. Rozprawy z humanistyki i filozofii, Toruń 1966. II wyd. (poprawione i uzupełnione) oprac. i wstęp: W. Tyburski i R. Wiśniewski, Toruń, Wydawnictwo Naukowe UMK, 2005.

Na tom Wartość i człowiek składają się rozprawy następujące:
1. Pojęcie wartości perfekcyjnej 2. O różnicy między „pięknem” a „dobrem” 3. Piękno moralne 4. Etyczny charakter sztuki 5. Estetyka jako dyscyplina wartościująca 6. Zabarwienie uczuciowe jako zjawisko estetyczne 7. Ekspresja pozaestetyczna i estetyczna 8. Osobowość twórcza artysty 9. W sprawie estetyzmu w literaturze 10. Nauka o literaturze czy krytyka literacka? 11. W sprawie podstaw krytyki literackiej 12. Etyka wyrzeczenia. Czym jest i jak bywa uzasadniana? 13. Powinność i rozkaz 14. Przeciwko hedonizmowi 15. Realizm praktyczny w etyce a naczelne wartości życia ludzkiego 16. Ideał zbawienia na gruncie etyki czystej 17. Nauka i barbarzyństwo 18. O funkcji komunikatywno-poznawczej wysławiania się obrazowego
- Próby kontaktu. Eseje i studia krytyczne[12].

Na tom Próby kontaktu składają się rozprawy następujące:
Część pierwsza, studia krytyczne: 1. Żeromskiego Sułkowski 2. Berenta Żywe kamienie 3. O Borowym, Kasprowiczu i niektórych kłopotach z ocenami estetycznymi 4. Rabindranath Tagore jako poeta liryczny 5. Tagorego kilka dzieł prozą 6. Rolland, Duhamel, France 7. Villiers de l’Isle-Adam, Maeterlinck, Claudel 8. Anatol France
9. Rolland, Malraux, Aragon, Mauriac 10. Gide, Valéry, Malraux – Boy, Rogowicz, Kołoniecki jako tłumacze 11. Próby Montaigne’a
12. Martin du Gard, Vercors, Ronsard, Rimbaud. Powojenne nawiązanie kontaktów z literaturą francuską
Część druga, eseje: 1. Troska o myśl (O początkach mojego filozofowania) 2. O indywidualność w nauce 3. Legiony i romantyzm 4. Zły estetyk i jego sława 5. Wielkość i my (z powodu dyskusji o Mickiewiczu) 6. Lukrecjusz i materializm 7. Brutus, czyli przekleństwo cnoty 8. Ahimsa i pacyfizm. Rzecz o gandyzmie 9. Gandhi w perspektywie dziejowej
Ponadto:
- Le sentiment religieux chez Leconte des Lisle[13]; wyd. pol.: Odczuwanie religii u Leconte de Lisle’a[14]
- Podstawy metafizyki Leibniza[15]
- Marek Aureliusz. Z historii i psychologii etyki[16]
- Monadologia Leibniza w przekładzie i ze wstępem Elzenberga[17]
- Z filozofii kultury[18]
- Z historii filozofii[19]
- Pisma estetyczne[20]
- Pisma etyczne[21]
- Pisma aksjologiczne[22]
- Zbigniew Herbert. Henryk Elzenberg. Korespondencja[23]
- Materiały Henryka Elzenberga, Archiwum PAN, zbiór 80 teczek, sygnatura III-181

## Prace o Elzenbergu
- Aniszczenko E., Kulturalizm Henryka Elzenberga[24]
- Broda J., Etyka a religia w ujęciu Henryka Elzenberga[25]
- Czajka B., Profesora Henryka Elzenberga rozmyślania i praktyka filozofii. In memoriam w 42. rocznicę śmierci[26]
- Czeżowski T., Henryk Elzenberg jako teoretyk etyki[27]
- Hostyński L., O wartościach. Aksjologia formalna, estetyka i etyka Henryka Elzenberga[28]
- Hostyński L., Układacz tablic wartości[29]
- Hostyński L., The Axiological System of Henryk Elzenberg. Polish Axiology: The 20th Century and beyond[30]
- Kaszyński K., Z historii etyki. Henryk Elzenberg[31]
- Kłoczowski J.A., Profesor Elzenberg o religii i mistyce[32]
- Kobierzycki T., Filozoficzne problemy samotności (H. Elzenberg, Kłopot z istnieniem 1907–1963)[33]
- Lorczyk A. (red.)  Człowiek wobec wartości w filozofii Henryka Elzenberga[34]
- Lorczyk A., Powinność jako podstawowa modalność aksjologiczna[35]
- Mazur T., Zbawienie przez filozofię. Interpretacja twórczości Henryka Elzenberga[36].
- Pacuła S., W kręgu myśli filozoficznej Henryka Elzenberga (1887–1967)[37]
- Prusik W. Wartość – Byt czy Nicość? Aksjologia Henryka Elzenberga[38]
- Schrade U., Idea humanizmu w świetle aksjologii Henryka Elzenberga[39]
- Szkołut T., Teoria wartości estetycznych Henryka Elzenberga[40],
- Tyburski W. (red.), Henryk Elzenberg (1887–1967). Dziedzictwo idei. Filozofia – aksjologia – kultura, Toruń, Wydawnictwo Naukowe UMK, 1999.
- Tyburski W., Etyka perfekcjonizmu Henryka Elzenberga[41]
- Tyburski W., Wiśniewski R. (red.), Elzenberg – tradycja i współczesność, Toruń, Wydawnictwo Naukowe UMK, 2009.
- Tyl M., Pesymizm-koserwatyzm-wartości. O filozofii Henryka Elzenberga[42]
- Voise W., Wspomnienie o człowieku, który myślał inaczej (w pierwszą rocznicę śmierci Henryka Elzenberga)[43]
- Wiśniewski R., Na marginesie aksjologii Henryka Elzenberga[41]
- Wolniewicz B., Elzenberg a Miłosz[44]
- Wolniewicz B., Myśl Elzenberga[45]
- Wolniewicz B. (red.), W stulecie urodzin i dwudziestą rocznicę śmierci Henryka Elzenberga[46]
- Zdrenka M., Świat widziany przez Elzenberga[47]
- Zublewicz J., Elzenbergowskie ujecie procesu tworzenia kultury[48]